# Stazione di Chișinău
La stazione di Chișinău (in romeno Gara Chișinău) è la principale stazione ferroviaria della capitale moldava Chișinău, situata nel settore Centro.

## Storia

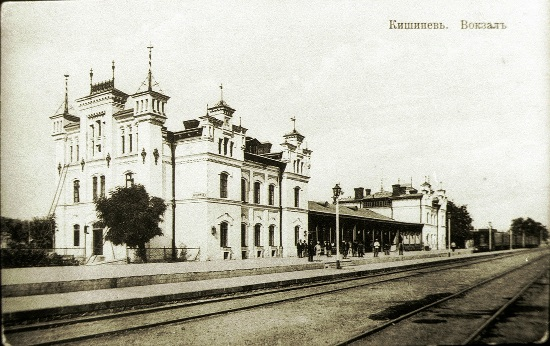
La stazione di Chișinău alla fine del XIX secolo.

Un primo fabbricato viaggiatori in legno fu costruito nel 1870. La ferrovia, proveniente da Tiraspol, fu attivata il 15 agosto 1871. Il nuovo edificio della stazione fu costruito alla fine degli anni settanta del XIX secolo secondo il progetto architettonico di Ghenrih Lonski.
Nel 1873 la linea fu prolungata sino a Cornești e poi a Ungheni, presso la frontiera con la Romania.
Durante la seconda guerra mondiale la stazione fu ripetutamente distrutta. Nel 1941 fu fatto saltare in aria dall'Armata Rossa in ritirata. Nello stesso anno la stazione fu ricostruita, in quanto necessaria per la logistica dell'esercito romeno impegnato sul fronte orientale. Nel 1944 l'edificio fu gravemente danneggiato dai bombardamenti aerei
La stazione fu ricostruita nel 1948 da prigionieri di guerra tedeschi secondo il progetto dell'architetto L. Ciuprin. Le pareti del nuovo edificio erano fatte di calce e rivestite di mattoni. Il complesso della stazione è stato ripetutamente ampliato e ammodernato.